# Valentine J.E. Ryan
Pas d'image ? Cliquez ici
Valentine John Eustace Ryan, né en 1883 et mort en 1947, est un alpiniste britannique auteur de très nombreuses ascensions dans le massif du Mont-Blanc et les Alpes suisses.

## Biographie
Ryan doit ses plus grands succès à sa collaboration avec les frères Lochmatter : Franz, Gabriel et Joseph. Du reste les noms de Ryan et Lochmatter restent associés comme ceux de Young et de Knubel, de Coolidge et d'Almer ou de Mayer et de Dibona. C'est en 1904 qu'il rencontre les Lochmatter, mais dès 1915, Franz Lochmatter ayant disparu, il abandonne progressivement l'alpinisme de haute difficulté.

## Ascensions
- 1904 - Traversée des Drus

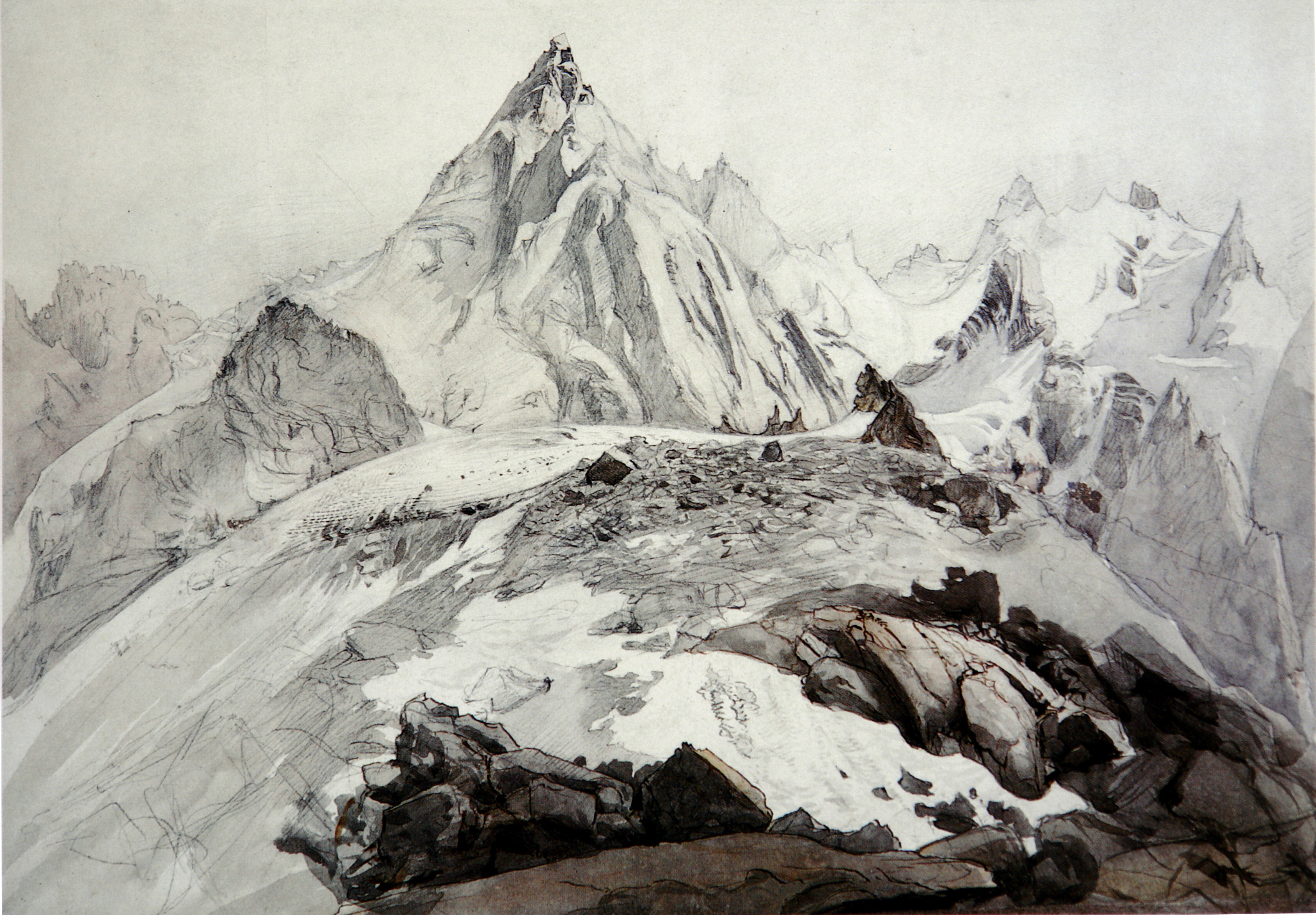
L'aiguille de Blaitière, aquarelle de John Ruskin (1856)

- 1904 - Aiguille Verte par le couloir en Y
- 1904 - Pointe Young (3 996 m) aux Grandes Jorasses
- 1905 - Face nord de l'aiguille des Grands Charmoz
- 1905 - Face est et arête nord de l'aiguille du Grépon
- 1905 - Face sud-est du Weisshorn
- 1906 - Arête est de l'aiguille du Plan
- 1906 - Premier parcours intégral de l'arête est de la Dent d'Hérens
- 1906 - Première ascension de l'arête nord du Nordend
- 1906 - Face sud-est du Täschhorn
- 1914 - Versant et arête sud-est de l'aiguille de Blaitière
- 1914 - Variante de l'itinéraire Young-Knubel au Grépon